# جو نيويل
جو نيويل (بالإنجليزية: Joe Newell)‏ هو لاعب كرة قدم بريطاني في مركز نصف الجناح، ولد في 15 مارس 1993 في Tamworth, Staffordshire ‏ في المملكة المتحدة. لعب مع نادي بيتربورو يونايتد ونادي روذرهام يونايتد.

## وصلات خارجية
- جو نيويل على موقع قاعدة بيانات كرة القدم.إي يو (الإنجليزية)
- جو نيويل على موقع Soccerbase.com (لاعب) (الإنجليزية)
- جو نيويل على موقع Soccerway.com (الإنجليزية)